# Sajjid Alí Chameneí
Alí Hossejní Chámeneí (persky  علی حسینی خامنه‌ای‎; * 19. dubna 1939 Mašhad) je íránský duchovní a politik, nejvyšší vůdce Íránu (druhý v pořadí po úmrtí Rúholláha Chomejního v červnu 1989). Předtím působil v letech 1981–1989 jako třetí prezident Íránu. Chámeneí je nejdéle sloužící hlavou státu na Blízkém východě a také druhým nejdéle sloužícím íránským vůdcem po šáhovi Muhammadu Rezá Pahlavím.
Podle svých oficiálních internetových stránek byl šestkrát zatčen, než byl za vlády Muhammada Rezá Pahlavího poslán na tři roky do exilu. Po íránské islámské revoluci, která svrhla šáha, se stal v červnu 1981 terčem atentátu, při němž ochrnul na pravou ruku. Během irácko-íránské války navázal úzké vztahy s Islámskými revolučními gardami.
Chameneí je jako nejvyšší vůdce nejmocnějším politickým činitelem v Íránu. Je hlavou státu, vrchním velitelem ozbrojených sil a může vydávat dekrety a přijímat konečná rozhodnutí v mnoha oblastech, jako je hospodářství, životní prostředí, zahraniční politika a národní plánování. Jako nejvyšší vůdce má přímou či nepřímou kontrolu nad výkonnou, zákonodárnou a soudní mocí, stejně jako nad armádou a médii. Všechny kandidáty do Shromáždění znalců, prezidentského úřadu a parlamentu prověřuje Rada dohlížitelů, jejíž členy přímo či nepřímo vybírá nejvyšší vůdce. Vyskytly se případy, kdy Rada dohlížitelů na příkaz Chámeneího zakázala kandidaturu některých osob.
Za jeho vlády došlo k řadě protestů, včetně protestů v Kazvínu v roce 1994, studentských protestů v roce 1999, zelené revoluce v roce 2009, protestů v letech 2011–2012, v období 2017–2018 a mezi roky 2019–2020 a protestů v důsledku smrti Mahsy Amíníové. Řada osob byla v Íránu za urážku Chámeneího uvězněna, přičemž někteří zemřeli ve vazbě. V roce 2003 vydal fatwu zakazující výrobu, skladování a používání všech druhů zbraní hromadného ničení. 

## Životopis

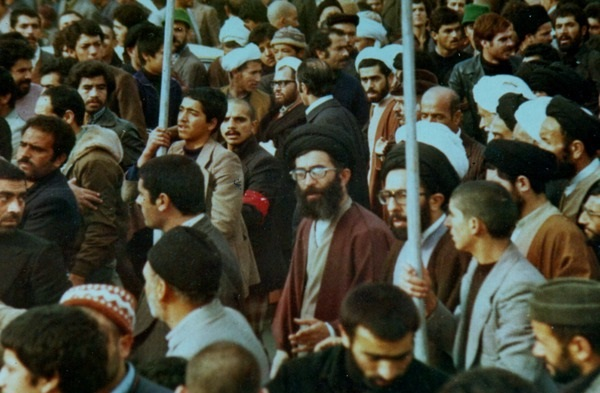
Chameneí během íránské revoluce v Mašhadu

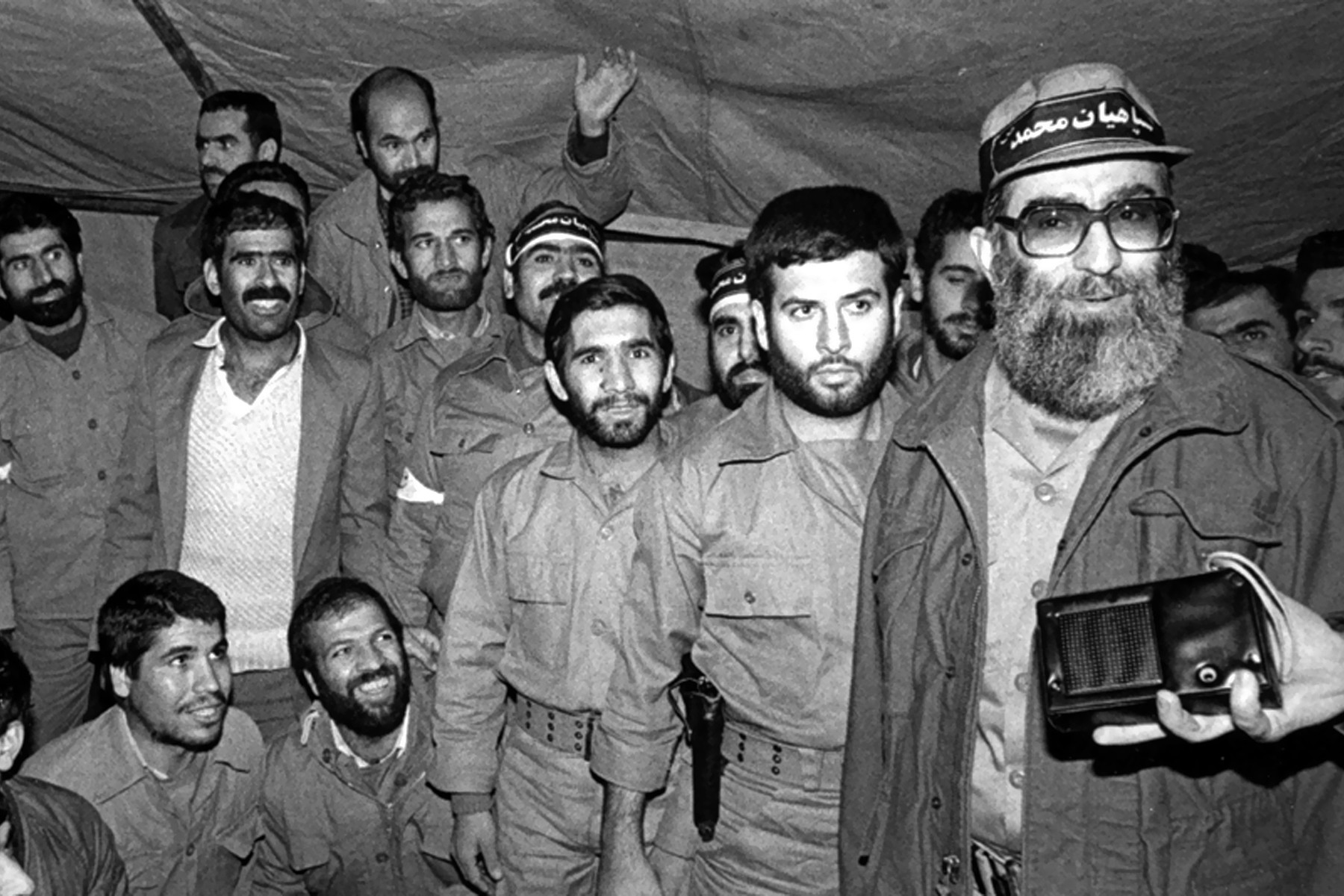
Alí Chameneí v uniformě během Irácko-íránské války

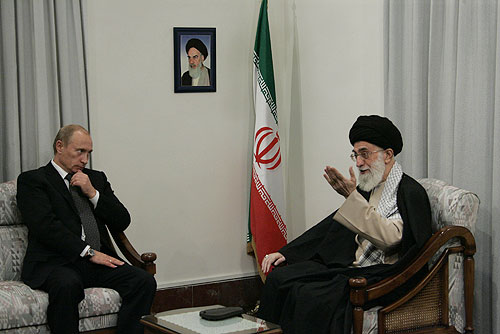
Chameneí a ruský prezident Putin v roce 2007

Chameneí se narodil ve městě Mašhadu jako druhý nejstarší z osmi dětí – dva z jeho bratrů jsou dnes rovněž duchovními. Po otci je azérského původu, zatímco některé zdroje tvrdí, že jeho matka byla etnická Peršanka z města Jazd. Po studiu na různých teologických seminářích se stal jedním z žáků Rúholláha Chomejního a od roku 1963 byl aktivní v islamistickém hnutí, které se stavělo na odpor světskému režimu šáha Muhammada Rezy Pahlavího. Mezi lety 1964 a 1978 byl několikrát za své politické smýšlení vězněn.

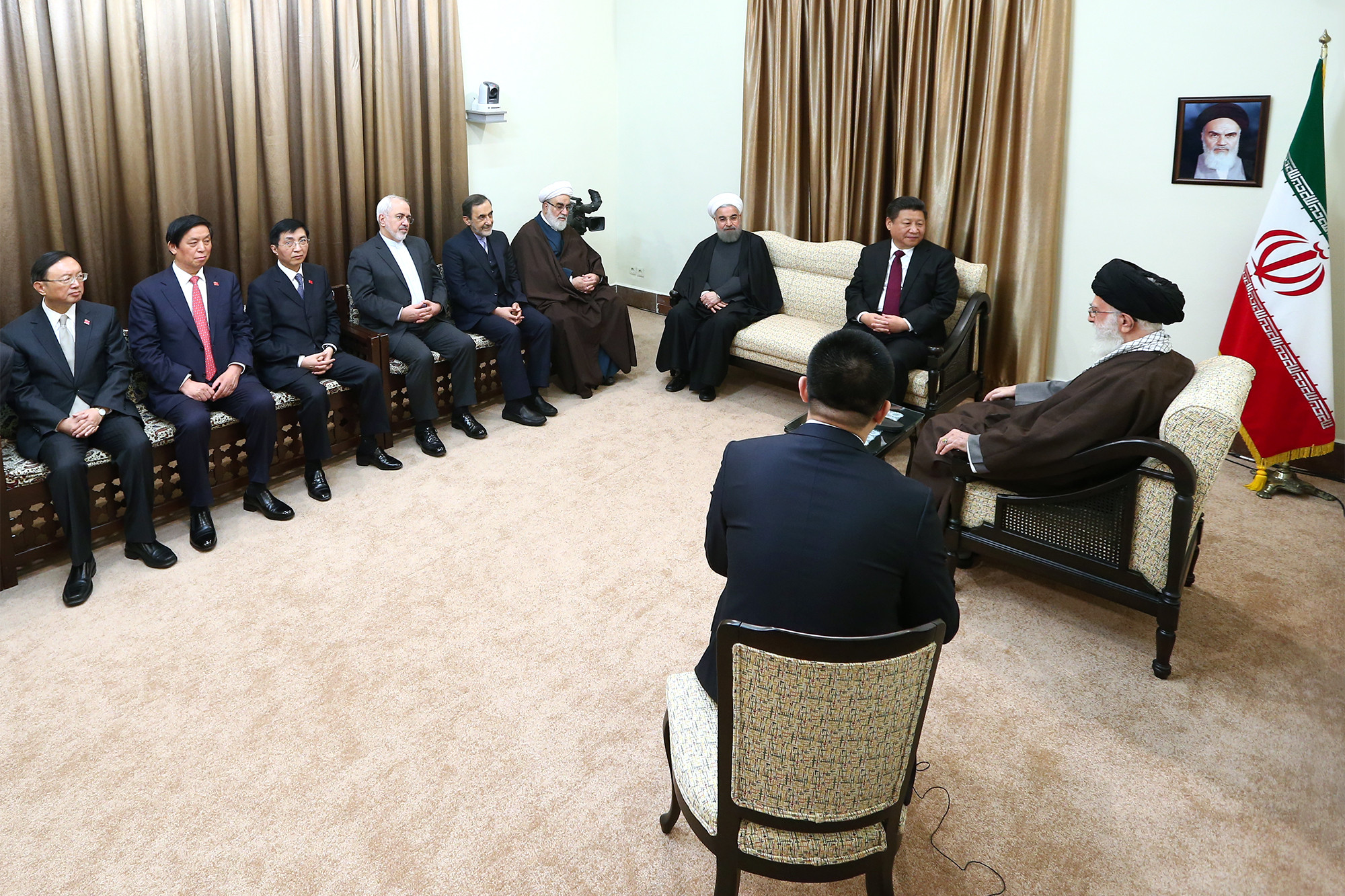
Chameneí s čínským prezidentem Si Ťin-pchingem 23. ledna 2016

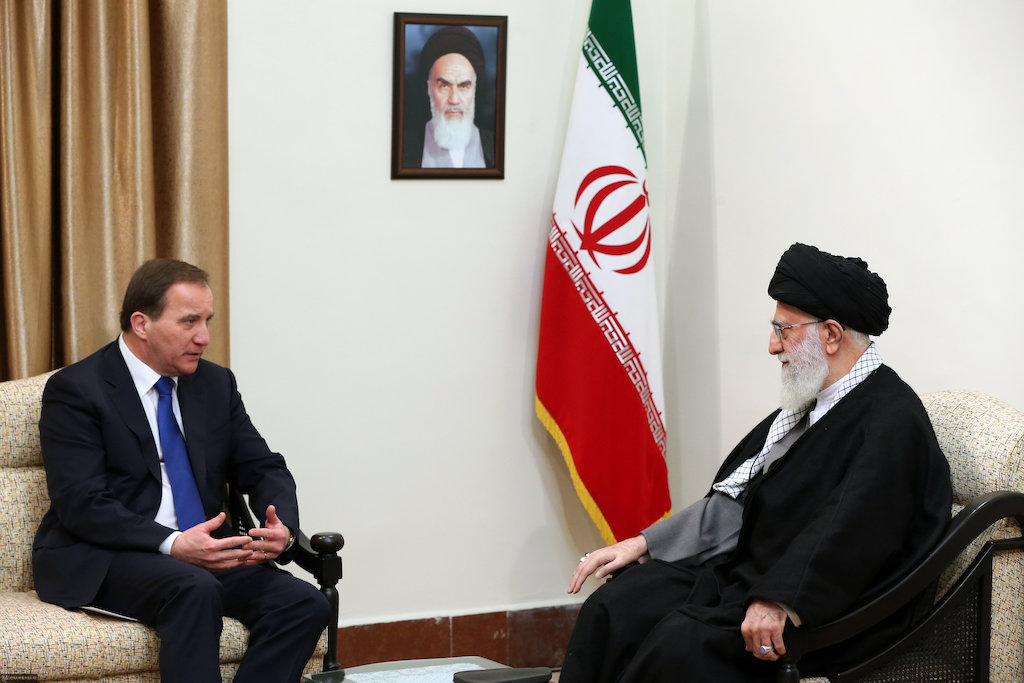
Chameneí a švédský premiér Stefan Löfven v lednu 2017

Šáhův pád počátkem roku 1979 vynesl Chameneího do funkce člena revoluční rady a náměstka ministra obrany. Jeho přičiněním byla také 19. února 1979 založena Islámská republikánská strana, konzervativní politické uskupení, sdružující různé fundamentalistické proudy v zemi. V roce 1980 učinil dosud nepříliš známého Chameneího středem pozornosti výrok, jímž tvrdě napadl ženy protestující proti příkazu povinně nosit šátek. „Nechci je nazývat prostitutkami,“ řekl, „to, co činí prostitutka, dotýká se jen jí samotné, ale to, co činí tyto ženy, dotýká se celé společnosti.“
Po úspěšném atentátu na prezidenta Muhammada Alího Radžáího 30. srpna 1981 byl Chameneí na Chomejního návrh zvolen 95 % hlasů 2. října prezidentem republiky. Sám se tehdy ještě léčil z následků bombového útoku, který ho vážně zranil při modlitbě v mešitě – od těch dob má postiženou pravou ruku. Názory nového prezidenta na probíhající konflikt s Irákem byly podobně nesmiřitelné jako názory Chomejního. „Válka, válka až do konečného vítězství,“ prohlásil rozhodně. Teprve jmenování pružného Alího Akbara Rafsandžáního vrchním velitelem ozbrojených sil umožnilo konflikt v roce 1988 ukončit.
Dne 3. června 1989 zemřel duchovní vůdce Chomejní a Rada expertů o den později překvapivě zvolila jeho nástupcem Chameneího. Tento vývoj přijalo duchovenstvo s jistým odporem, protože dosavadní prezident neměl v šíitské hierarchii příliš vysoké postavení. Kvůli volbě musela být změněna ústava a Chameneí byl povýšen na ájatolláha – v Íránu je funkce duchovního vůdce prakticky doživotní.
Na rozdíl od svého předchůdce neměl Chameneí zdaleka takovou autoritu a charisma, aby mohl ztělesňovat „jednotu íránského lidu“. Jeho přístup k věcem veřejným byl spíše skrytý – do každodenních politických rozhodnutí zasahoval málo, snažil se však neustále vyvažovat aktuální rozloženi sil. Aby si zajistil kontrolu nad duchovenstvem, v němž hlavně na počátku nechyběly kritické hlasy na jeho osobu, nechal zřídit Zvláštní soud pro duchovenstvo; jeho pokus získat v roce 1994 titul velkého ájatolláha ale selhal.
Vlivní konkurenti uvnitř kléru byli v průběhu doby buď zbaveni moci, nebo dokonce dáni do domácího vězení. Naopak neúspěšní kandidáti na úřad prezidenta dostali jiné funkce – tak duchovní vůdce udržoval řevnivost na íránské politické scéně a tím nepřímo posiloval svoje postavení. Pokud jde o vztah k Salmanu Rushdiemu, proti němuž vyhlásil Rúholláh Chomejní fatvu, byl Chameneí nekompromisní: „Černý šíp smrti je vystřelen a na cestě k cíli.“
Dne 6. srpna 1991 byl v Paříži zavražděn poslední předseda vlády jmenovaný šáhem, Šápúr Bachtijár, a podle výpovědi jednoho ze zatčených atentátníků byl čin přímo nařízen Chameneím. Také atentát v řecké restauraci Mykonos v Berlíně, spáchaný 17. září 1992 na čtyřech kurdských exilových politicích, pravděpodobně organizovala nejvyšší místa v Íránu, přičemž Chameneí a tehdejší prezident Rafsandžání byli o přípravách předem informováni.
Zvolení proreformního duchovního Muhammada Chátamího v roce 1997 prezidentem republiky a vítězství reformistů v parlamentních volbách o tři roky později způsobily v Íránu nástup určité liberalizace v celospolečenském měřítku. Chameneího snahou bylo především udržet proces pod kontrolou, aby nedošlo k narušení teokratických základů státu. Jeho zahraničněpolitické názory, které vycházely z představ Rúholláha Chomejního, doznaly jen minimálních změn, třebaže vláda dělala vše pro to, aby vylepšila obraz země ve světě. V roce 1999 Chameneí prohlásil, že „z islámských, lidských, hospodářských, bezpečnostních a politických důvodů je existence Izraele hrozbou pro národy a státy v regionu“ a že „zbývá jen jediná možnost, jak řešit situaci na Blízkém východě: rozbít a zničit sionistický stát“.
V letech 2004–2005 se za aktivní účasti duchovního vůdce podařilo proces liberalizace v podstatě zastavit. Vnějším projevem toho vývoje byly parlamentní volby z roku 2004, v nichž díky manipulacím triumfovaly konzervativní síly, a vítězství konzervativce Mahmúda Ahmadínedžáda v prezidentských volbách o rok později. Aktuální spor s USA o íránský jaderný program komentoval Chameneí v tom smyslu, že Írán nechce vlastnit „atomové zbraně a Západ to ví. (…) Odporuje to politickým a hospodářským zájmům země i dikci islámského učení.“ Současně ale oznámil, že v jaderném programu se bude pokračovat.

## Zdravotní stav
V září 2014 podstoupil Alí Chameneí operaci prostaty. Dne 6. března 2015 uvedl deník Jerusalem Post s odvoláním na arabská média, že Alí Chameneí byl v kritickém stavu hospitalizován v nemocnici v Teheránu. Objevily se spekulace o možné rakovině prostaty. V červnu 2025 měl podle New York Times aktivně vybírat svého nástupce.